# خطة الأخضر الإبراهيمي للسلام في سوريا
تشير خطة الأخضر الإبراهيمي للسلام في سوريا إلى مهمة السلام المشتركة بين الأمم المتحدة وجامعة الدول العربية، برئاسة الأخضر الإبراهيمي من أجل حل الأزمة السورية. في 17 أغسطس 2012، تم تعيين الإبراهيمي من قبل الأمم المتحدة كمبعوث سلام جديد إلى سوريا، ليحل محل كوفي عنان، الذي كان قد استقال من قبل، بعد انهيار محاولة وقف إطلاق النار.

## خلفية
أطلقت خطة كوفي عنان للسلام في سوريا أو خطة السلام ذات النقاط الست لسوريا، في فبراير 2012، والتي تُعد المحاولة الدولية الأكثر جدية لحل الحرب الأهلية السورية في الشرق الأوسط بطريقة دبلوماسية. فرضت خطة السلام وقف إطلاق النار في جميع أنحاء سوريا منذ 10 أبريل 2012، على الرغم من أن الحكومة السورية أعلنت وقف إطلاق النار في 14 أبريل.
في أعقاب مجزرة الحولة وما تلاها من إنذار الجيش السوري الحر (FSA) للحكومة السورية، انهار وقف إطلاق النار عمليًا في نهاية مايو 2012، حيث بدأ الجيش السوري الحر في شن هجمات على مستوى البلاد ضد القوات الحكومية. في 1 يونيو، تعهد الرئيس السوري بشار الأسد بسحق الانتفاضة المناهضة للحكومة، بعد أن أعلن الجيش السوري الحر أنه سيستأنف «العمليات الدفاعية». بعد خطاب مطول عن بعثة السلام، استقال كوفي عنان في 2 أغسطس 2012. في 17 أغسطس، عُين الأخضر الإبراهيمي مبعوثًا جديدًا للسلام من الأمم المتحدة وجامعة الدول العربية لسوريا.

## التسلسل الزمني

### التعيين
في 17 أغسطس 2012، تم تعيين الإبراهيمي من قبل الأمم المتحدة كمبعوث سلام جديد إلى سوريا، ليحل محل كوفي عنان. بعد مشاورات واجتماعات أولية أجراها الأخضر الإبراهيمي مع الرئيس السوري الأسد والروسي والصيني وغيرهم من المسؤولين، تم الإعلان عن محاولة لوقف إطلاق النار في أواخر شهر أكتوبر، من أجل احترام أحد الأعياد المهمة عند المسلمين وهو عيد الأضحى.

### محاولة إطلاق النار في عيد الأضحى
ناشد الإبراهيمي كل من الحكومة السورية والمعارضة المسلحة وقف العنف خلال فترة عيد الأضحى، الذي وافق 26 أكتوبر 2012، وبعد 3 أو 4 أيام من ذلك. وافقت الحكومة ومعظم جماعات المعارضة، لكن القتال عاد سريعًا عندما اتهم الطرفان بعضهما البعض بمواصلة العنف.

### زيارة الصين
في 31 أكتوبر 2012، تحدث الإبراهيمي في بكين مع وزير الخارجية الصيني يانغ جيتشي حول سوريا. بعد ذلك، قال يانغ إنه يدعم «الانتقال السياسي» في سوريا، ويدعم جهود وساطة الإبراهيمي.